# Немоевский, Юзеф
Юзеф Немоевский (4 июля 1769, Сьрем — 16 июля 1839, Рокитница) — бригадный генерал армии Варшавского герцогства, генерал-майор Познанского воеводства во время восстания Костюшко, избранный на эту должность дворянством 21 августа 1794 года, старостой сьремский.

## Биография
Представитель польского шляхетского рода Немоевских герба «Роля». Родился 4 июля 1769 года в Сьреме (Srem) в семье кафедрального каноника Познани (Poznan) Антония Немоевского (Antoni Niemojewski) (1743—1797) и его супруги Эльжбеты Бояновской (Elzbieta Bojanowska) (1740—1778). Правнук Анджея Игнация Немоевского (? — 1701), каштеляна быдгощского.
Учился в Леопольдинуме во Вроцлаве. В 1787 году юнкером вступил в прусский лейб-гусаарский полк. В 1790 году произведен в лейтенанты. Он купил у Игнация Бнинского звание капитана кавалерии 1-й Великопольской национальной кавалерийской бригады. После прихода к власти Тарговицкой конфедерации он ушел в отставку.
Он был одним из организаторов заговора, подготовившего восстание Костюшко в Великой Польше. Тадеуш Костюшко назначил его генерал-майором познанского ополчения. После речи генерала Дионизия Мивского в Куявах он объявил в Косцяне и Гобине восстание местной знати против пруссаков. 31 августа под Костяном он разгромил отряд (600 чел.) из прусской армии генерала Манштейна. 13 сентября он изгнал пруссаков из Кцинии. В конце сентября он присоединился к дивизии генерала Яна Генрика Домбровского. Награжден обручальным кольцом, присланным ему Костюшко, с надписью «Защитник Отечества» (номер 30). Принимал участие во взятии Быдгоща. Во время обороны Праги прикрывал мост через Вислу. В Радошицах он уволился из армии и отправился во Францию с рекомендательным письмом к французским властям. Назначен начальником 3-го батальона 2-го легиона, дислоцированного в Милане.
Он был одним из членов Черноморского торгового общества, основанного польскими якобинцами.
18 ноября 1806 года император Наполеон I Бонапарт подтвердил назначение Юзефа Немоевского бригадным генералом. Назначен военачальником Познанского отдела с задачей вербовки в Войско Польское. Во главе бригады в составе 1-го и 2-го пехотных полков принимал участие в штурме Тчева, за что был награжден Рыцарским крестом ордена Virtuti Militari. Во главе 1-го Национального кавалерийского полка, Познанских стрелков и Плоцкой кавалерии, он служил в наблюдательном корпусе генерала Юзефа Зайончека.
Во время польско-австрийской войны 1809 года он стал военачальником Ломжинского департамента. После освобождения Галиции стал командиром Люблинского отделения. Во время Отечественной войны 1812 года он стал командиром 15-й кавалерийской бригады в авангарде Иоахима Мюрата, сражался при Остроно, где получил тяжёлое пулевое ранение в грудь, после чего оставался при армии без служебного назначения, в начале 1813 года возвратился в Варшаву, где командовал 2-й ротой Почётной гвардии. С образованием Царства Польского получил в 1815 году предложение Великого князя Константина Павловича возглавить кавалерийскую дивизию, но отклонил его в вышел в отставку.
В том же году он был награжден Рыцарским крестом Почетного легиона и Рыцарским крестом Ордена Обеих Сицилий.
В 1817 году он был предводителем сеймика Кельцского повета Краковского воеводства.
70-летний Юзеф Немоевский скончался в Рокитнице 16 июля 1839 года и был похоронен на церковном кладбище в соседней Сведзебня.

## Личная жизнь
С 1793 года был женат на Юлианне Конкордии фон Клюг (Juliannа Konkordiа von Klug) от которой имел дочь Антонину (Antonina Niemojewska) (1794—1843).